# Mustikkasaari (ö i Södra Savolax, Nyslott, lat 61,79, long 29,25)
Mustikkasaari är en ö i Finland. Den ligger i sjön Pihlajavesi och i kommunen Nyslott i  landskapet Södra Savolax, i den sydöstra delen av landet, 290 km nordost om huvudstaden Helsingfors. Öns area är 5,9 hektar och dess största längd är 480 meter i nord-sydlig riktning.